# Manual de estilo de Chicago

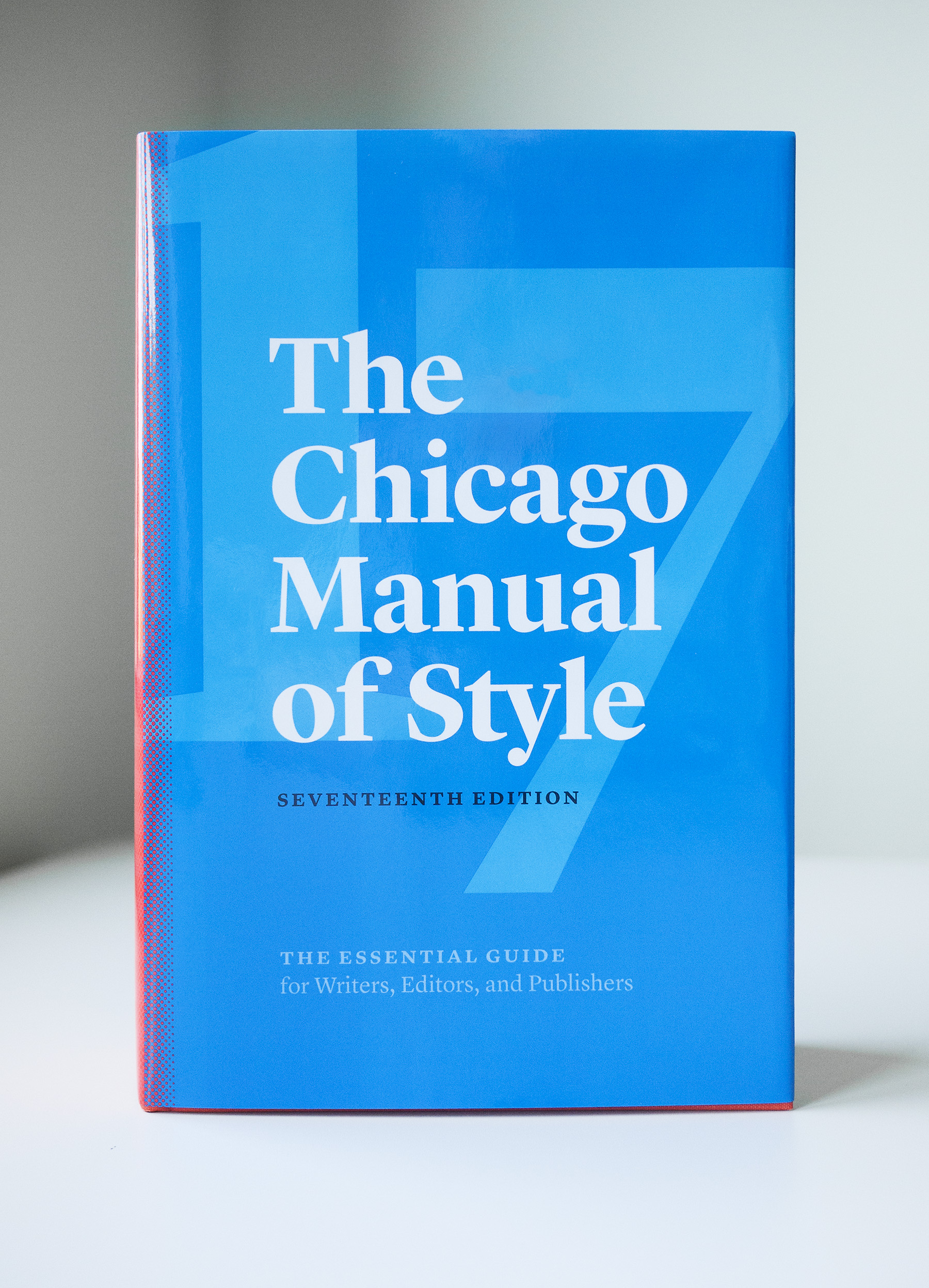
manual estilo Chicago. publicado en 2017, encontraras consejos de gramática, ortografía y tipografia en Ingles

El Manual de estilo de Chicago (en el original, The Chicago Manual of Style, a veces abreviado CMS or CMOS) es un libro de estilo publicado desde 1906 por la University of Chicago Press. Hasta el momento se han publicado diecisiete ediciones, la última de las cuales data de abril de 2017. 
El Manual de estilo de Chicago incluye guías y consejos referentes a la gramática, ortografía y tipografía de la lengua inglesa (en su variante estadounidense), citas, diálogos o referencias bibliográficas, además de aspectos relativos al propio proceso de edición.

## Resumen
El Manual de estilo de Chicago se divide en tres apartados: 
- Un apartado dedicado a las partes del libro y el proceso de edición
- Un apartado dedicado a ortografía, ortotipografía y gramática
- Un apartado dedicado a referencias bibliográficas, y documentación

La relevancia del Manual se fundamenta sobre todo en el tercer apartado, en el que es una referencia esencial para numerosas publicaciones y revistas del área de las ciencias sociales. Es, por ejemplo, el manual de estilo empleado por la American Anthropological Association y la «hoja de estilo» de la Organization of American Historians. También el volumen A Manual for Writers of Research Papers, Theses, and Dissertations se basa en el Manual.
El estilo Chicago ofrece a los autores la posibilidad de escoger entre varios formatos de referencia diferentes, e incluso contempla la posibilidad de mezclar diversos formatos, siempre que el resultado sea claro y coherente. Por ejemplo, la 15.ª edición del manual ofrece información sobre citas incluidas en el texto y/o en nota a pie de página, e incluye la opción de citar por número de página (siguiendo el estilo de la MLA) o por año de publicación (estilo APA); incluso ofrece diversos estilos para notas a pie de página y notas finales, dependiendo de si el texto incluye una bibliografía final completa o no.

### Versión en Internet
En sus dos últimas ediciones de 2003 y 2010, el Manual de estilo de Chicago se ha publicado en papel y en línea. La versión en línea incluye la posibilidad de buscar en el texto de las dos ediciones más recientes, herramientas para editores, un resumen de la guía para referencias bibliográficas, y una sección de «dudas frecuentes», en la que los editores de Chicago University Press responden a las preguntas de los lectores. El acceso a la edición online se realiza mediante una subscripción anual (aunque la sección de dudas frecuentes es gratuita).

### Versión adaptada al español
En 2013 la Universidad de Deusto publicó una versión del Manual de estilo de Chicago adaptada al español y aprobada por la Universidad de Chicago, con el título de Manual de Estilo Chicago-Deusto. Esta versión no es una mera traducción del manual en inglés, sino que adapta los contenidos a los usos y normas del ámbito hispánico en áreas como ortografía, gramática o tipografía, pero también los referentes a la legislación sobre derechos de autor o lenguaje no sexista. La versión española incluye un nuevo apéndice de expresiones latinas, inexistente en el original.

### Historia
Lo que hoy se conoce como el Manual de estilo de Chicago se publicó por primera vez en 1906 con el título Manual of Style: Being a compilation of the typographical rules in force at the University of Chicago Press, to which are appended specimens of type in use. Desde esta primera edición de apenas 203 páginas, el manual ha evolucionado hasta convertirse en una guía de estilo con pretensión de exhaustividad, que ocupa más de 1000 páginas en su 16.ª edición. Fue una de las primeras guías de estilo publicadas en los Estados Unidos, y es en gran medida responsable de la estandarización de los métodos de investigación, en lo que se refiere a la documentación y referencias bibliográficas.
La revisión más significativa del manual se realizó para la 12.ª edición, publicada en 1969. La primera edición, de 20.000 copias, se agotó incluso antes de imprimirse. En 1982, con la publicación de la 13.ª edición, el manual fue rebautizado como The Chicago Manual of Style, adoptando así de forma oficial el nombre informal con el que ya era generalmente conocido.
En fechas recientes, los editores han publicado una nueva edición cada diez años, aproximadamente. La 15.ª edición fue revisada para reflejar la influencia de los ordenadores y de internet en el mundo de la edición, incluyendo por primera vez una guía para citar publicaciones electrónicas. La 16.ª edición, publicada en 2010, fue la primera en publicarse simultáneamente en papel y online. Esta última edición incluye temas novedosos como la notación musical, los idiomas extranjeros o aspectos informáticos como los caracteres Unicode y el tratamiento de URLs. También es más extenso el apartado dedicado a recomendaciones para la producción de documentos electrónicos, incluidas las páginas web y los e-books. En esta última versión, el sistema Chicago de documentación también se simplifica para lograr mayor coherencia entre el sistema autor-fecha y el sistema notas-bibliografía, facilitando el uso de ambos. Además, se ofrecen ejemplos ampliados y actualizados para los problemas que pueden surgir cuando se citan documentos y fuentes online.

## Ediciones
- First Edition, 1906
- Second Edition, 1910
- Third Edition, 1911
- Fourth Edition, 1914
- Fifth Edition, 1917
- Sixth Edition, 1919
- Seventh Edition, 1920
- Eighth Edition, 1925
- Ninth Edition, 1927
- Tenth Edition, 1937
- Eleventh Edition, 1949
- Twelfth Edition, 1969
- Thirteenth Edition, 1982
- Fourteenth Edition, 1993
- Fifteenth Edition, 2003
- Sixteenth Edition, 2010
- Seventeenth Edition, 2017